# コンコルディア・フィナンシャルグループ
株式会社コンコルディア・フィナンシャルグループ（英: Concordia Financial Group, Ltd.、略称：コンコルディアFG）は、横浜銀行や東日本銀行などを傘下に持つ金融持株会社。東京都中央区に本社を置く。日経平均株価およびJPX日経インデックス400の構成銘柄の一つ。

## 概要
2014年11月14日に横浜銀行と東日本銀行の間で経営統合に合意。2015年9月8日に両行の取締役会にて、株主総会の承認と金融庁の認可を得られることを前提に、株式移転の方式により両行の完全親会社として設立されることが決議された。総資産ではふくおかフィナンシャルグループ（FFG）を抜き、地方銀行グループ最大となった（現在ではFFGに次ぐ第2位となっている）。

## 沿革
- 2014年（平成26年）11月14日 - 横浜銀行と東日本銀行との経営統合について両行間で合意形成[7]。
- 2015年（平成27年）
  - 9月8日 - 経営統合契約書締結、株式移転計画書作成。「コンコルディア・フィナンシャルグループ」名称発表[5]。
  - 12月21日 - 臨時株主総会にて株式移転計画承認予定[5]。
- 2016年（平成28年）
  - 3月29日 - 横浜銀行および東日本銀行両行の株式が上場廃止[5]。
  - 4月1日 - 会社設立。東京証券取引所第一部に上場[5]。
- 2023年（令和5年）
  - 2月3日 - 横浜銀行が神奈川銀行を株式公開買い付けによって子会社化すると発表[8]。
  - 4月14日 - 横浜銀行による神奈川銀行への株式公開買い付けが成立[9]。
  - 6月29日 - 横浜銀行によるスクイーズアウト（強制買い取り）実施に伴い、神奈川銀行を完全子会社化[10]。
- 2025年（令和7年）
  - 4月1日 - 三井住友信託銀行の完全子会社である三井住友トラスト・ローン&ファイナンス株式会社を子会社化し、株式会社Ｌ＆Ｆアセットファイナンスに商号変更[11]。
  - 10月1日 - 横浜フィナンシャルグループに社名変更予定[12]。

### 歴代社長
| 代 | 氏名     | 期間                  | 備考                 |
| -- | -------- | --------------------- | -------------------- |
| 1  | 寺澤辰麿 | 2016年4月 - 2018年6月 | 全国地方銀行協会会長 |
| 2  | 川村健一 | 2018年6月 - 2020年4月 | 全国地方銀行協会会長 |
| 3  | 大矢恭好 | 2020年4月 - 2022年6月 | 全国地方銀行協会会長 |
| 4  | 片岡達也 | 2022年6月 - 現職      | 横浜銀行頭取         |

## グループ会社

### 子会社
- 横浜銀行（地銀）
- 東日本銀行（第二地銀）
- Ｌ＆Ｆアセットファイナンス

### 関連会社

#### 国内
- 神奈川銀行（第二地銀）[10][13]
- はまぎんビジネスチャレンジド
- バンクカードサービス
- 浜銀TT証券
- 浜銀ファイナンス
- 横浜信用保証
- 横浜キャピタル
- 浜銀総合研究所
- スカイオーシャン・アセットマネジメント
- 東日本銀ジェーシービーカード
- ストームハーバー証券

#### 国外
- りそなプルダニア銀行